# Выборы в Территориальное собрание Французского Того (1952)
Выборы в Территориальное собрание Французского Того проходили 30 марта 1952 года. На них избирались члены Национального собрания. В результате победу одержал Союз вождей и народов Севера, получившая 15 из 30 мест Собрания.

## Результаты
Трое депутатов, избранные по спискам Комитета единства Того не были членами партии: один из них был профсоюзным деятелем, а двое — членами местных партий.
| Партия                              | Голоса | %    | Места |
| ----------------------------------- | ------ | ---- | ----- |
| Союз вождей и народов Севера        | 20 316 | 49,0 | 15    |
| Комитет единства Того-Ювенто        | 10 650 | 25,7 | 9     |
| Партия прогресса Того               | 10 505 | 25,3 | 6     |
| Недействительных/пустых бюллетеней  | 433    | −    | −     |
| Всего                               | 41 904 | 100  | 30    |
| Зарегистрированных избирателей/Явка | 50 915 | 82,3 | −     |
| Источник: Sternberger et al.        |        |      |       |